# Glúniarann
Glúniarann (vieux norrois : Járnkné; littéralement Genou d'acier) est un chef Viking qui semble avoir régné sur le royaume de Dublin. On estime qu'il appartenait aux Uí Ímair.

## Biographie
Les Annales d'Ulster mentionnent Glúniarann pour la première et l'unique fois en 895, en évoquant son pillage d'Armagh avec une armée d'Hommes de Dublin :

« Ard Macha [Armagh] est pillé par les Étrangers d' Áth Cliath i.e. par Glún Iarainn, et ils emmènent 710 personnes en captivité. »

Les Annales des quatre maîtres sont les seules autres chroniques d'Irlande qui mentionnent le nom de Glúniarann, en décrivant le même événement :

« Ard Macha est pillé par Gluniarainn, et les Étrangers d' Áth Cliath; et ils emmènent 710 personnes en captivité, après avoir détruit une partie de l'église, et brisé l'oratoire; dont il est dit:
Pitié, O Saint Patrick,

que tes prières ne s’arrêtent pas

Quand les étrangers avec leur haches

on frappé ton oratoire. »

Downham avance que Glúniarann doit avoir succédé à Sitriuc mac Ímair comme roi de Dublin. Pendant les décennies 880 et 890 Dublin a souffert de conflits dynastiques débilitants, liés à l'ambiguïté des règles de transmission du pouvoir.
Les annales ne mentionnent pas l'origine de Glúniarann, mais son nom sera utilisé plus tard par un autre membre de la lignée des Uí Ímair, ce qui indique peut-être un lien de parenté entre Glúniarann et Ímar Le destin ultérieur de Glúniarann est inconnu, mais un homme nommé Glúntradna mac Glúniarainn, sans doute son fils, est mentionné par les annales. Les Annales des quatre maîtres relèvent la mort de Glúntradna :

« Un massacre des Étrangers est perpétué par les Conailli, et Athdeidh, fils de Laighne, dans lequel est tué Amhlaeibh, petit-fils d'Imhar, et Gluntradhna, fils de Gluniarainn, avec 800 hommes à leurs côtés. »

Le Chronicon Scotorum décrit le même événement, mais ne donne pas d'information complémentaire.

## Sources

### Sources primaires
- « Annals of the Four Masters », sur Corpus of Electronic Texts, University College Cork, 2012 (consulté le 7 janvier 2015)
- « The Annals of Ulster », sur Corpus of Electronic Texts, University College Cork, 2012 (consulté le 23 novembre 2014)

### Sources secondaires
- (en) Clare Downham, Viking Kings of Britain and Ireland : The Dynasty of Ívarr to A.D. 1014, Édimbourg, Dunedin Academic Press, 2007, 338 p. (ISBN 978-1-903765-89-0, lire en ligne)
- (en) Katherine Holman, The Northern Conquest : Vikings in Britain and Ireland, Andrews UK Limited, 26 avril 2012, 290 p. (ISBN 978-1-908493-53-8, lire en ligne)